# Batagur borneoensis
Espèce
Synonymes
- Emys borneoensis Schlegel & Müller, 1845
- Callagur borneoensis (Schlegel & Müller, 1845)
- Batagur picta Gray, 1862
- Clemmys grayi Stauch, 1865
- Kachuga major Gray, 1873
- Kachuga brookei Bartlett, 1895

Statut de conservation UICN

 CR A1bcd : 
En danger critique
Statut CITES
Batagur borneoensis, l'Émyde peinte de Bornéo, est une espèce de tortues de la famille des Geoemydidae.

## Répartition
Cette espèce se rencontre à Sumatra et au Kalimantan en Indonésie, au Brunei, en Malaisie occidentale et orientale et en Thaïlande.

## Description

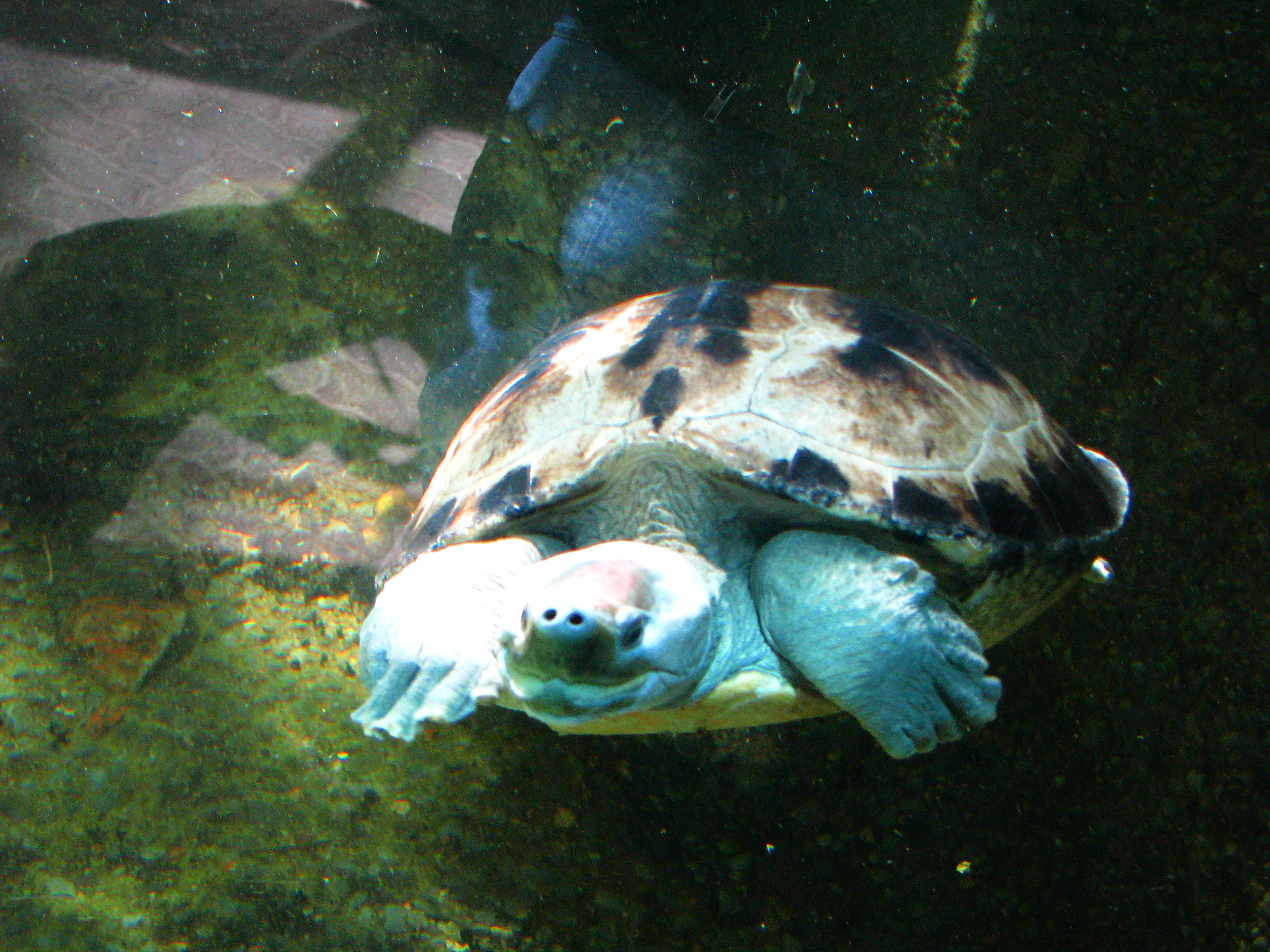
Batagur borneoensis

Les femelles ont une tête brune alors que les mâles ont une tête colorée dont les couleurs changent quand vient la période des amours.

## Étymologie
Son nom d'espèce, composé de borneo et du suffixe latin -ensis, « qui vit dans, qui habite », lui a été donné en référence au lieu de sa découverte.

## Publication originale
- Schlegel & Müller, 1845 : Over de Schildpadden van den Indischen Archipel. Verhandelingen over de natuurlijke geschiedenis der Nederlandsche overzeesche bezittingen, door de leden der Natuurkundige Commisie in Oost-Indie en andere schrijvers. Leijden folio